# جون الكسندر بروستر
جون الكسندر بروستر (بالإنجليزية: John Alexander Brewster)‏ هو سياسي أمريكي، ولد في 1826، وتوفي في 1889.